# M. Lovász Noémi
M. Lovász Noémi, névváltozatok: Murádin Lovász Noémi, Murádin Noémi (Nagyenyed, 1979. szeptember 10. –) erdélyi magyar festőművész, grafikus, rajztanár.

## Életpályája
Tanulmányait a kolozsvári Ion Andreescu Képzőművészeti Egyetemen végezte 1997 és 2002 között, majd 2004-ben a Babeș–Bolyai Tudományegyetem történelem-filozófia karán művészettörténetből mesteri fokozatot szerzett. Tanított a nagyenyedi Bethlen Gábor Kollégiumban, később pedig mindmáig a kolozsvári Apáczai Csere János Elméleti Líceumban.
2017-ben a Gulag-emlékév rendezvényeinek keretében nagysikerű festészeti kiállítást rendezett a Szovjetunióba elhurcolt magyarok emlékére.

## Kiállításai

### Egyéni tárlatok
- Nagyenyed
- Torockó
- Nagybánya
- Kalotaszentkirály
- Kolozsvár
- Budapest
- Szerencs

### Csoportos tárlatok
- Székelyudvarhely(1994, 1995, 1996, 1997)
- Szováta (1997, 2002)
- Nagyenyed (1997, 1998, 2002, 2004)
- Kolozsvár (2000, 2005, 2006, 2007, 2008, 2009, 2010, 2011, 2012, 2013, 2014, 2015)
- Barót (2000)
- Budapest (2002, 2010, 2014)
- Gyomaendrőd (2003)
- Szentendre (2004, 2008, 2013)
- Szabadka (2009, 2012 )
- Sepsiszentgyörgy (2009, 2012)
- Zenta (2009, 2010, 2012)
- Topolya (2010, 2012)
- Magyarkanizsa (2010)
- Kovászna (2010, 2013, 2014)
- Csikszereda (2010)
- Gyergyószentmiklós (2010)
- Marosvásárhely (2011)
- Kiskőrős (2013)
- Esztergom ( 2013)
- Vác (2013)
- New York (2013)
- Nagybánya (2014)
- Miskolc (2014)